# Kanton Zweibrücken
Der Kanton Zweibrücken (auch Canton Zweybrücken; franz.: Canton de Deux-Ponts) war eine von acht Verwaltungseinheiten, in die sich das Arrondissement Zweibrücken (franz.: Arrondissement de Deux-Pont) im Departement Donnersberg (franz.: Département du Mont-Tonnerre) gliederte. Der Kanton war in den Jahren 1798 bis 1814 Teil der Französischen Republik (1798–1804) und des Napoleonischen Kaiserreichs (1804–1814). Hauptort (chef-lieu) war Zweibrücken.
Nachdem die Pfalz 1816 zum Königreich Bayern gekommen war, wurden die Kantone zunächst beibehalten und waren Teile der Verwaltungsstruktur bis 1852.
Das Verwaltungsgebiet umfasste hauptsächlich die heutige kreisfreie Stadt Zweibrücken und Teile des Landkreises Südwestpfalz in Rheinland-Pfalz sowie des Saarpfalz-Kreises im Saarland.

## Gemeinden und Mairies
Nach einer amtlichen Tabelle aus dem Jahre 1811 gehörten zum Kanton Zweibrücken folgende Gemeinden, die verwaltungsmäßig Mairies zugeteilt waren (Ortsnamen in der damaligen Schreibweise); die Einwohnerzahlen (Spalte „EW 1815“) sind einer Statistik von 1815 entnommen; die Spalte „vor 1792 zugehörig“ nennt die landesherrliche Zugehörigkeit vor der französischen Inbesitznahme.
| Gemeinde            | Mairie         | EW 1815 | vor 1792 zugehörig   | Anmerkungen                                             |
| ------------------- | -------------- | ------- | -------------------- | ------------------------------------------------------- |
| Battweiler          | Winterbach     | 200     | Pfalz-Zweibrücken    |                                                         |
| Bubenhausen         | Zweybrücken    |         | Pfalz-Zweibrücken    | seit 1926 Stadtteil von Zweibrücken                     |
| Contwig             | Contwig        | 1.100   | Pfalz-Zweibrücken    |                                                         |
| Dellfeld            | Contwig        | 350     | Pfalz-Zweibrücken    |                                                         |
| Einöd und Ingweiler | Einöd          | 503     | Pfalz-Zweibrücken    | seit 1974 Stadtteil von Homburg                         |
| Ernstweiler         | Zweybrücken    |         | Pfalz-Zweibrücken    | seit 1926 Stadtteil von Zweibrücken                     |
| Ixheim              | Einöd          | 448     | Pfalz-Zweibrücken    | seit 1938 Stadtteil von Zweibrücken                     |
| Knopp               | Winterbach     | 294     | Herrschaft Sickingen | heute Gemeinde Knopp-Labach                             |
| Maßweiler           | Maßweiler      | 415     | Pfalz-Zweibrücken    |                                                         |
| Niederauerbach      | Contwig        | 650     | Pfalz-Zweibrücken    | seit 1938 Stadtteil von Zweibrücken                     |
| Niederhausen        | Winterbach     | 180     | Pfalz-Zweibrücken    | seit 1969 Ortsteil von Winterbach                       |
| Oberauerbach        | Contwig        | 597     | Pfalz-Zweibrücken    | seit 1972 Stadtteil von Zweibrücken                     |
| Oberhausen          | Schmittshausen | 248     | Pfalz-Zweibrücken    | seit 1972 Ortsteil von Wallhalben                       |
| Reifenberg          | Schmittshausen | 300     | Pfalz-Zweibrücken    |                                                         |
| Rieschweiler        | Maßweiler      | 432     | Pfalz-Zweibrücken    | seit 1969 Ortsteil von Rieschweiler-Mühlbach            |
| Schmittshausen      | Schmittshausen | 300     | Pfalz-Zweibrücken    | heute Gemeinde Schmitshausen                            |
| Stambach            | Contwig        | 80      | Pfalz-Zweibrücken    | seit 1969 Ortsteil von Contwig                          |
| Winterbach          | Winterbach     | 240     | Pfalz-Zweibrücken    |                                                         |
| Zweybrücken         | Zweybrücken    | 6.200   | Pfalz-Zweibrücken    | Zweibrücken, Einw. einschl. Bubenhausen und Ernstweiler |

## Geschichte
Vor der Besetzung des Linken Rheinufers in den französischen Revolutionskriegen (1794) gehörten die Ortschaften des im Jahre 1798 eingerichteten Verwaltungsbezirks des Kantons Zweibrücken beinahe vollständig zum Herzogtum Pfalz-Zweibrücken, ein Ort gehörte zum linksrheinischen Streubesitz der Fürsten von Nassau-Weilburg und ein Ort war reichsritterschaftlicher Besitz der Grafen von Sickingen.
Von der französischen Direktorialregierung wurde 1798 die Verwaltung des Linken Rheinufers nach französischem Vorbild reorganisiert und damit u. a. eine Einteilung in Kantone übernommen. Die Kantone waren zugleich Friedensgerichtsbezirke. Der Kanton Zweibrücken gehörte zum Arrondissement Zweibrücken im Departement Donnersberg. Zunächst gehörten zum Kanton Zweibrücken nur die Stadt Zweibrücken sowie die Vorstädte Bubenhausen und Ernstweiler sowie Tschifflik (Stand 1798). Später wurden dem Kanton Zweibrücken der größte Teil der Gemeinden aus dem aufgelösten Kanton Contwig hinzugefügt. Danach bestand der Kanton Zweibrücken aus 19 Gemeinden, die sechs Mairies zugeordnet waren. Um das Jahr 1801 lebten im Kanton 12.306 Einwohner, davon 3.538 Katholiken, 8.668 Protestanten, 76 Mennoniten und 25 Juden.
Nachdem im Januar 1814 die Alliierten das Linke Rheinufer wieder in Besitz gebracht hatten, wurde im Februar 1814 das Departement Donnersberg und damit auch der Kanton Zweibrücken Teil des provisorischen Generalgouvernements Mittelrhein. Nach dem Pariser Frieden vom Mai 1814 wurde dieses Generalgouvernement im Juni 1814 aufgeteilt, das Departement Donnersberg wurde der neu gebildeten Gemeinschaftlichen Landes-Administrations-Kommission zugeordnet, die unter der Verwaltung von Österreich und Bayern stand.

## Bayerischer Kanton Zweibrücken
Aufgrund der auf dem Wiener Kongress getroffenen Vereinbarungen kam das Gebiet im Juni 1815 zu Österreich. Die gemeinschaftliche österreichisch-bayerische Verwaltung wurde vorerst beibehalten. Am 14. April 1816 wurde zwischen Österreich und Bayern ein Vertrag geschlossen, in dem ein Austausch verschiedener Staatsgebiete vereinbart wurde. Hierbei wurden die linksrheinischen österreichischen Gebiete zum 1. Mai 1816 an das Königreich Bayern abgetreten.
Der Bayerische Kanton Zweibrücken gehörte im neu geschaffenen Rheinkreis zu dem aus dem vorherigen Arrondissement gebildeten Bezirk Zweibrücken. 1817 wurden aus dem aufgelösten Kanton Medelsheim die Gemeinden Hengstbach, Mimbach, Mittelbach, Wattweiler und Webenheim dem Kanton Zweibrücken angegliedert.
Nach der Untergliederung der Bezirke in Landkommissariate (1818) gehörte der Kanton Zweibrücken zum gleichnamigen Landkommissariat, dem auch die Kantone Blieskastel und Neuhornbach angehörten. 1852 wurde der Kanton Zweibrücken, so wie alle Kantone in der Pfalz, in eine Distriktsgemeinde umgewandelt.